# Conquista de Coimbra
A Conquista Definitiva de Coimbra ou Segunda Reconquista de Coimbra por forças cristãs deu-se em 1064, a 9 de Julho num sábado, quando o rei de Leão Fernando Magno tomou a cidade aos muçulmanos.
A cidade de Coimbra havia sido reconquistada aos cristãos por Almançor em 987. A D. Fernando Magno fora-lhe sugerido tomar Coimbra por D. Sesnando Davides, senhor de Tentúgal e profundo conhecedor da política muçulmana e da debilidade dos pequenos reinos taifas que sucederam à desagregação do Califado de Córdova. Começou a preparar a projectada expedição contra a cidade em Dezembro de 1063, após receber em Leão os restos mortais de São Isidoro de Sevilha.
Antes de avançar para Coimbra fez uma peregrinação a Santiago de Compostela, tendo ali orado diante do túmulo do Apóstolo Santiago durante três dias, e feito várias doações à igreja compostelana. Dali partiu acompanhado pela sua mulher D. Sancha, os seus filhos, o bispo Crescónio de Santiago, o bispo Vistruário de Lugo, o bispo Suário de Mondonhedo, o bispo Sesnando de Portugal, o abade Ariano de Cela Nova, o abade Pedro de Guimarães e também grande número de nobres. Avançaram por uma via costeira que ligava Iria Flavia a Braga, Porto e Coimbra.
Alcançou as muralhas da cidade a 20 de Janeiro de 1064. A guarnição muçulmana resistiu com denodado esforço aos ataques cristãos. A situação dos víveres e do abastecimento dos cristãos não era a melhor o que terá levado D. Fernando a ponderar levantar o cerco. Ao fim de seis meses, logrou abrir uma brecha nas muralhas da cidade por via de aríetes, e os governantes muçulmanos procuraram render-se em troca das suas vidas, antes que se desse o ataque final, tendo o general muçulmano inclusive entregue-se a D. Fernando com a sua família. O resto da população, porém, não aceitou render-se e continuou a resistir até que lhes faltaram os víveres e a cidade foi violentamente tomada por assalto, morrendo muitos e sido aprisionados 5000 mouros. D. Fernando entrou na cidade a 9 de Julho de 1064.
A cidade foi então entregue ao conde D. Sesnando Davides, que a governou até à sua morte em 1091. A cidade viria a tornar-se um polo de atracção de moçárabes vindos do sul, de terras ainda em mãos muçulmanas.